# Domus Conversorum

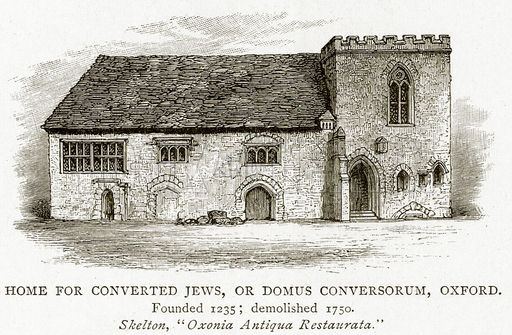
Domus Conversorum в Оксфорде. Иллюстрация из «Британия. Краткая история английского народа» Дж. Р. Грина (изд. Макмиллан, 1892)

Domus Conversorum (с лат. — «дом новообращённых») — утраченное лондонское здание, построенное в 1232 году по распоряжению короля Генриха III как дом-убежище для евреев, принявших христианство. Здание считалось королевским и находилось в Chancery Lane. В течение 58 лет — со дня постройки и до общего изгнания евреев из Англии королём Эдуардом I в 1290 году — в доме проживало около 100 евреев. После изгнания приют превратился в средоточие всех евреев, живших в Англии.
Документы по истории Domus Conversorum с царствования Эдуарда I до правления Якова I, хранящиеся в национальном архиве, говорят о времени до 1608 года. Впоследствии здание было обращено в архив «совестного» суда; в 1891 году оно было снесено.

## Предыстория
План постройки дома-убежища возник среди духовенства, которое в гораздо меньшем масштабе начало в 1213 году сооружение такого же здания в Southwark’е.
Король одобрил идею, полагая, что, получив возможность жить безопасно и притом материально ни в чём не нуждаясь, английские евреи станут охотно принимать христианство.

## История дома вплоть до начала XVII века
При «Domus Conversorum» состоял особый священник, который занимался религиозным воспитанием крестившихся; кроме того, при них находился «староста» (custos), заботившийся об их удобствах и нуждах. В течение 58 лет, протекших со дня постройки Domus Conversorum до общего изгнания евреев из Англии в 1290 г., около 100 евреев пользовались теми или иными благодеяниями дома-убежища; цифра незначительная, если принять во внимание количество евреев в Англии в XIII века (их насчитывалось там до 16 тыс. человек). Казна не особо щедро участвовала в содержании дома, и вскоре стал ощущаться недостаток в средствах, хотя некоторые епископы, видя в таком убежище благочестивое дело, в своих завещаниях оставляли в его пользу сравнительно крупные суммы.
С введением особого еврейского налога, известного под именем «chevage», дела дома убежища сразу улучшились: отныне каждый еврей, достигший 12-летнего возраста, должен был вносить определённую сумму в помощь своим собратьям, принявшим христианство. Однако пансионеры голодали и страшно бедствовали, поэтому в 1280 г. над Domus Conversorum был установлен строгий и постоянный королевский надзор. В 1281 г. в дом поступил оксфордский раввин Belager.
В год общего изгнания евреев из Англии (1290) в приюте насчитывалось 18 человек. Так как после изгнания ни один еврей не мог жить в пределах Англии, «Domus Conversorum» превратился в средоточие всех проживавших на её территории евреев: имена пансионеров отмечались в специальных книгах — и по этим книгам можно иметь точное представление не только об общем количестве проживавших евреев, но и о каждом из них в отдельности. В Domus Conversorum находили приют не только английские евреи, но и французские, испанские, португальские, немецкие, а также евреи «варварских» стран. В 1305 г. в доме было 23 мужчины и 28 женщин.
Изгнание евреев из Испании (1492) и Португалии (1496), по-видимому, не имело больших последствий для лондонского приюта; с 1492 г. попадаются среди пансионеров испанско-португальские имена, но их немного, и, кроме того, такие случаи бывали и до изгнания евреев из Испании.
С 1551 г. по 1578 г. в приюте не было ни одного пансионера, лишь в 1578 году туда поступил Нафанаил Менда (до крещения Иегуда Менда), остававшийся там до 1608 г. Менда прибыл из варварской страны, писал лишь по-еврейски (все его расписки в получении денег, за исключением одной, написаны на еврейском языке).
В 1598 г. польский учёный еврей, профессор еврейского языка в Оксфорде, Кембридже и Лейденском университете Филипп Фердинанд, стал пансионером дома вместе с женой.